# Genesis G70
Genesis G70 — компактный представительский автомобиль, производимый южнокорейской компанией Hyundai Motor с 2017 года. Модель была представлена 15 сентября 2017 года в Олимпийском парке в Сеуле. G70 позиционировался как конкурент Audi A4, BMW 3, Mercedes-Benz C-class и Infiniti Q50. В 2019 году назван Североамериканским легковым автомобилем года.

## История модели
Genesis G70 разрабатывался в течение нескольких лет, впервые концепт был представлен в рамках Нью-Йоркского международного автосалона в 2016 году. Дизайн был разработан Петером Шрайером, автором дизайна Kia Stinger. Разработка велась в Hyundai Namyang R&D Center в Хвасоне, Южная Корея.

### Рестайлинг
8 сентября 2020 года Genesis анонсировала обновленный G70, который поступил в продажу на рынке Южной Кореи 20 октября 2020 года. Рестайлинг включает в себя новые черты корпоративного дизайна от кроссовера-внедорожника GV80 и седана G80.
- Вид спереди
- Вид сзади

## Экстерьер
Внешне автомобиль имеет сходство с двумя другими моделями Genesis, G90 и G80. Передняя решётка выполнена в фирменном дизайне Genesis, с функциональными воздухозаборниками снизу и по бокам. Светодиодные фары работают с отдельными дневными ходовыми огнями. В задней части сделана спортивная стойка, которую обрамляют задние светодиодные фары и двойной глушитель.

## Интерьер
Центральная консоль в салоне направлена к водителю и изготовлена из пластика, кожи и металла. На приборной панели — три переключателя климат-контроля и 8-дюймовый сенсорный экран, аудиосистема Lexicon с 15 динамиками, Apple CarPlay, Android Auto и индикатор на лобовом стекле.

## Двигатель
Genesis G70 сделан с 2,0-литровым четырехцилиндровым двигателем с турбонаддувом мощностью 252 л. с. и крутящим моментом 353 Нм, а также V-6 с двойным турбонаддувом объемом 3,3 литра и 365 л. с. и 510 Нм крутящего момента, и с 2,2-литровым турбодизельным четырехцилиндровым двигателем мощностью 199 л. с. и крутящим моментом 441 Нм. По оценкам Genesis, разгон с 0 до 100 км/ч составляет 10 секунд с 3,3-литровым V-6.
Коробка передач — либо 8-ступенчатая автоматическая, либо 6-ступенчатая механическая, которая доступна только для 2,0-литровых 4-цилиндровых моделей. Механическая коробка передач поставляется только с задним приводом.

## Награды
- Motor Trend Car of the Year, 2019[5]
- 10 лучших авто по версии Car and Driver, 2019[6]
- Автомобиль года на Детройтском автосалоне, 2019[7]
- Лучший новый автомобиль по версии Autotrader, 2019[8]
- Лучший седан с панорамной крышей по версии Southern Automotive Media Association, 2019[9]
- Лучший седан зимы, согласно New England Motor Press Association’s, 2019[9]